# أورخان كمال
أورخان كمال (بالتركية: Orhan Kemal)‏ هو كاتب وكاتب سيناريو تركي، ولد في 15 سبتمبر 1914 في جيحان في تركيا، وتوفي في 2 يونيو 1970 في صوفيا في بلغاريا بسبب نزف مخي.

## وصلات خارجية
- أورخان كمال على موقع IMDb (الإنجليزية)
- أورخان كمال على موقع ألو سيني (الفرنسية)
- أورخان كمال على موقع أول موفي (الإنجليزية)
- أورخان كمال على موقع قاعدة بيانات الفيلم (الإنجليزية)
- أورخان كمال على موقع كينوبويسك (الروسية)